# Caliphis calvus
Caliphis calvus är en spindeldjursart som beskrevs av Lee 1970. Caliphis calvus ingår i släktet Caliphis och familjen Ologamasidae. Inga underarter finns listade.